# M50 155mm榴弾砲

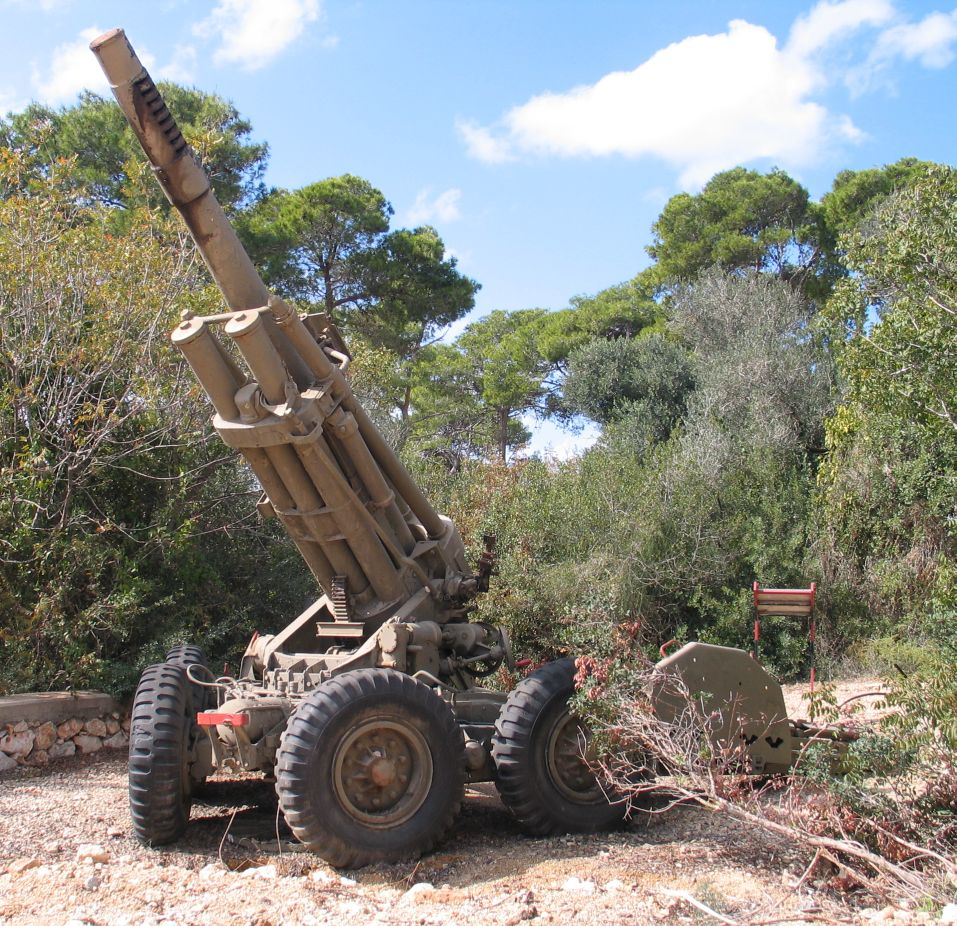
M50 155mm榴弾砲
イスラエル砲兵隊博物館の展示品

M50 155mm榴弾砲（フランス語：Obusier de 155 modèle 1950）は、第二次世界大戦後にフランスが開発した30口径155mm牽引式榴弾砲である。
フランス以外にも輸出されており、イスラエル国防軍ではスーパーシャーマンの車体に本砲を搭載したM50 155mm自走榴弾砲が開発され運用された。

## スペック
- 口径：155mm
- 全長：7.8m（牽引時）
- 全幅：2.7m
- 重量：8,100kg
- 砲身長：4,650mm（30口径）
- 仰俯角：-4°~+69°
- 左右旋回角：80°
- 運用要員：5名

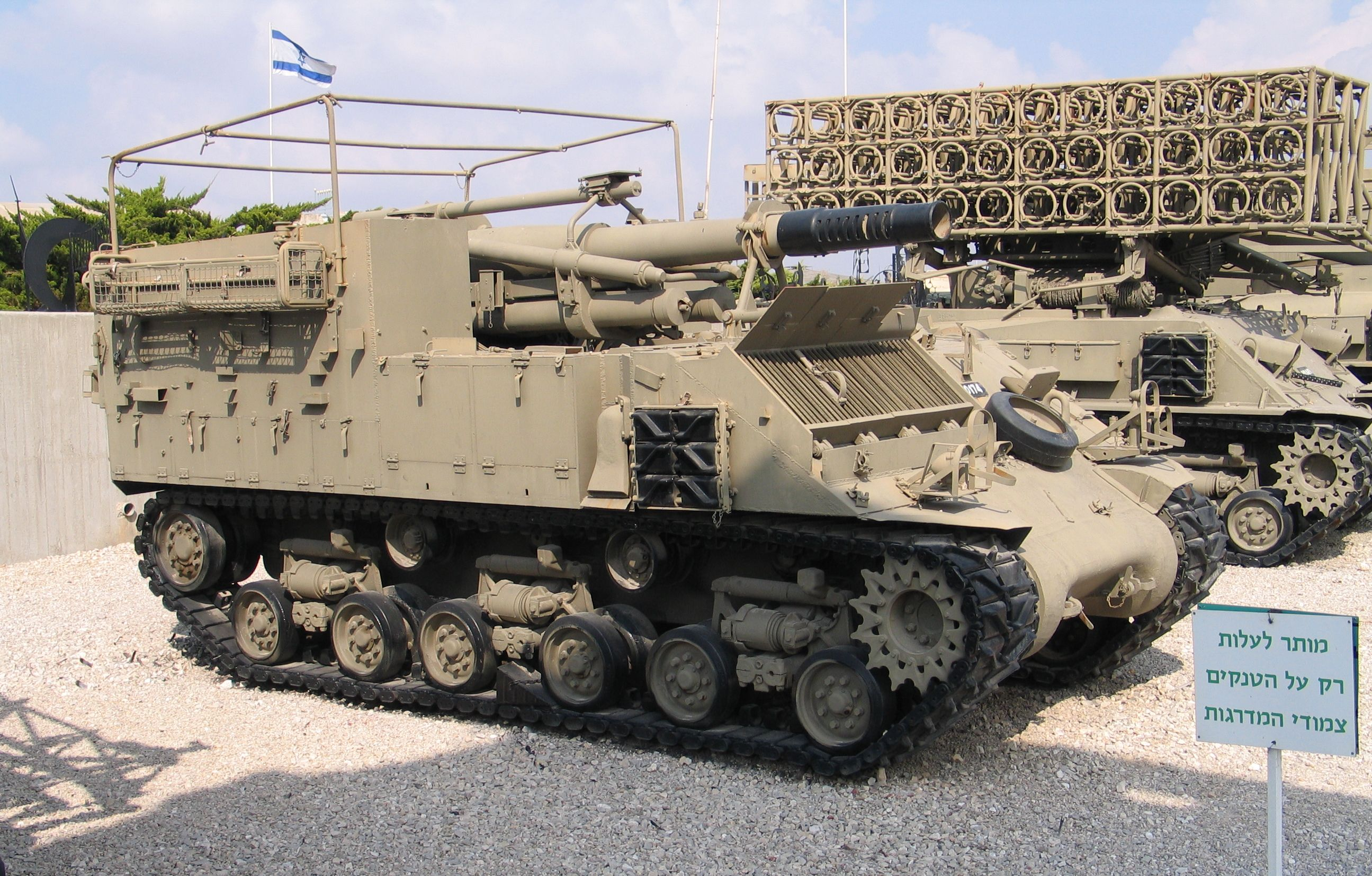
イスラエル国防軍がスーパーシャーマンの車体にM50 155mm榴弾砲を搭載した、M50 155mm自走榴弾砲。

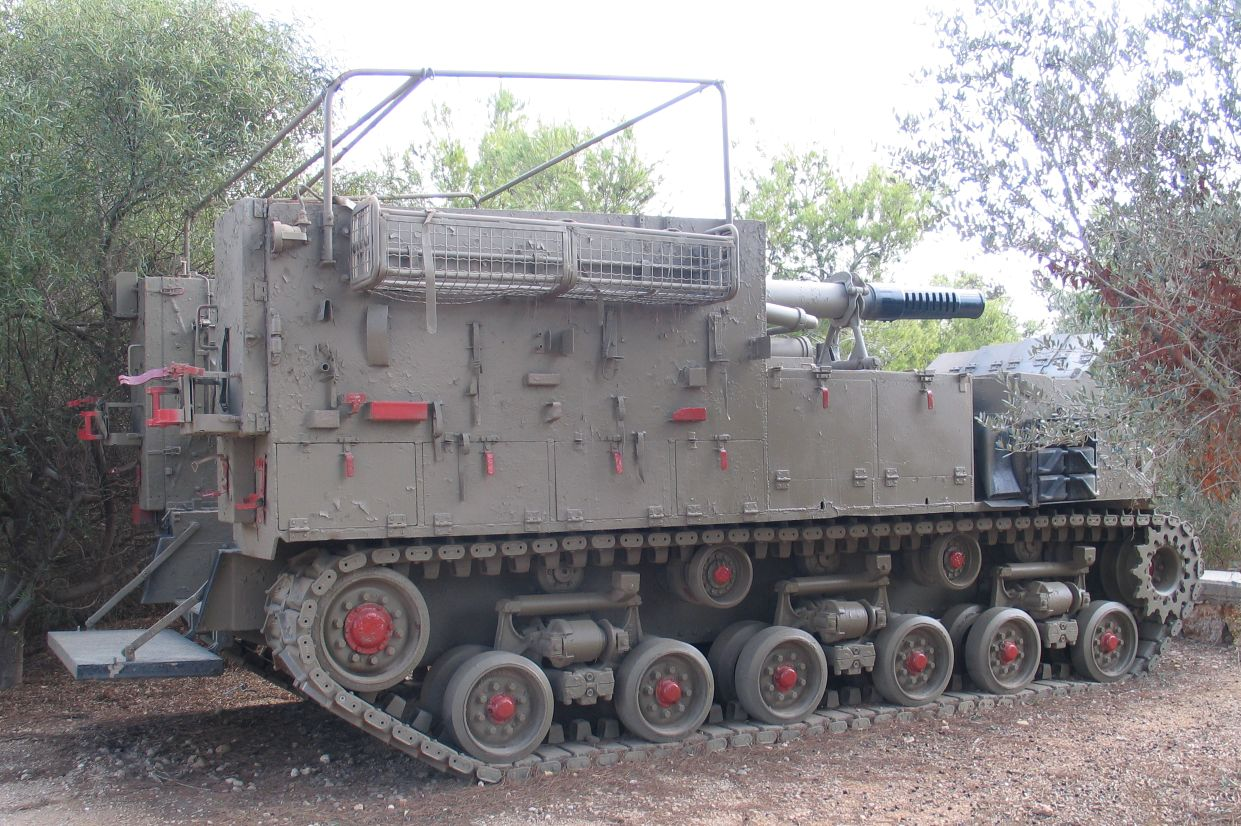
M50 155mm自走榴弾砲の車体側面

- 発射速度：3~4発/分（最大）、発/分（連続射撃時）
- 射程：18,000m（有効射程）/23,300m（最大射程）
- 生産・配備期間：1952年～1990年代
- 生産総数：不明

## 採用国
- フランス - 後にTRF1 155mm榴弾砲に更新された。
- イスラエル - 170門。牽引式および自走砲化したM50 155mm自走榴弾砲として運用し、第三次中東戦争、第四次中東戦争に投入。
- レバノン - 50門。レバノン内戦中には国軍の装備が、ファランヘ党、南レバノン軍、レバノン軍団等の民兵組織に流用されて各組織で運用された。
- スウェーデン - 170門。
- スイス - 20門。
- モロッコ - 18門。
- セネガル - 6門。
- チュニジア - 30門。